# Mayo Kébbi (fiume)
Il Mayo Kébbi (scritto anche Mayo Kébi o Mayo-Kebbi, dove "mayo" significa "fiume" in lingua fula) è un fiume dell'Africa centro-occidentale. Nasce in Ciad, quindi scorre verso ovest attraverso il Camerun settentrionale, dove confluisce nel fiume Benue.
In passato, il Mayo Kébbi fungeva da emissario del paleolago Mega-Ciad, collegandolo all'Oceano Atlantico attraverso il Benue e il Niger. Una prova di ciò è la presenza negli immissari del lago Ciad del lamantino africano, poiché il lamantino si trova altrimenti solo nei fiumi collegati all'oceano Atlantico.
Secondo una ricerca condotta nel 2017, il fiume è inquinato da diversi metalli pesanti tra cui rame, cadmio, piombo, ferro, manganese, arsenico, zinco, nichel e cromo, e vi vengono riversati sedimenti, alcuni dei quali sono molto tossici per la vita degli animali acquatici.